# Élections générales terre-neuviennes de 1985
L'élection générale terre-neuvienne de 1985 se déroule le 2 avril 1985 afin d'élire les députés de la Chambre d'assemblée de la province de Terre-Neuve (Canada). 

## Résultats
| Parti                                      | Parti                      | Chef              | # de candidats | Sièges | Sièges | Sièges  | Voix    | Voix    | Voix    |
| ------------------------------------------ | -------------------------- | ----------------- | -------------- | ------ | ------ | ------- | ------- | ------- | ------- |
| Parti                                      | Parti                      | Chef              | # de candidats | 1982   | Élus   | % Diff. | #       | %       | % Diff. |
|                                            | Progressiste-conservateur  | Brian Peckford    | 52             | 44     | 36     | -18,2 % | 134 893 | 48,59 % |         |
|                                            | Parti libéral              |                   | 52             | 8      | 15     | +87,5 % | 102 016 | 36,74 % |         |
|                                            | Nouveau Parti démocratique |                   | 49             | -      | 1      |         | 39 954  | 14,17 % |         |
|                                            | Autre/Indépendant          | Autre/Indépendant | 5              | -      | -      | -       | 778     | 0,28 %  |         |
| Total                                      | Total                      | Total             | 158            | 52     | 52     | -       | 277 641 | 100 %   |         |
| Source : Elections Newfoundland & Labrador |                            |                   |                |        |        |         |         |         |         |